# Ilja Olegowitsch Krikunow
Ilja Olegowitsch Krikunow (russisch Илья Олегович Крикунов; * 27. Februar 1984 in Elektrostal, Russische SFSR) ist ein russischer Eishockeyspieler, der seit 2020 erneut beim chinesischen Kunlun Red Star in der Kontinentalen Hockey-Liga unter Vertrag steht.

## Karriere
Ilja Krikunow begann seine Karriere als Eishockeyspieler in seiner Heimatstadt in der Nachwuchsabteilung von Elemasch Elektrostal, für dessen Profimannschaft er von 2001 bis 2003 in der Wysschaja Liga, der zweiten russischen Spielklasse, aktiv war. In diesem Zeitraum wurde er im NHL Entry Draft 2002 in der siebten Runde als insgesamt 223. Spieler von den Vancouver Canucks ausgewählt, für die er allerdings nie spielte. Stattdessen spielte er von 2003 bis 2005 für Chimik Woskressensk und nach dessen Umsiedlung bis 2008 für Chimik Moskowskaja Oblast in der Superliga. 
Chimik Moskowskaja Oblast wurde zur Saison 2008/09 in die neu gegründete Kontinentale Hockey-Liga aufgenommen und änderte zu diesem Anlass seinen Namen in Atlant Mytischtschi. Für den Verein bestritt Krikunow allerdings anschließend nur fünf KHL-Spiele, in denen er eine Torvorlage gab, und wechselte anschließend innerhalb der KHL zu Torpedo Nischni Nowgorod. Für Torpedo absolvierte er in den folgenden 4 Spielzeiten über 200 KHL-Partien, ehe er im Januar 2013 im Tausch gegen Jonas Andersson zu Atlant zurückkehrte. Im Mai 2013 unterzeichnete er einen Vertrag bei Awtomobilist Jekaterinburg, der bis zum Ende der Saison 2014/15 gilt. Zu Beginn der Saison 2013/14 wurde er von Awtomobilist bei Sputnik Nischni Tagil eingesetzt, absolvierte aber auch einige KHL-Spiele für Awtomobilist. Im Januar 2014 wechselte er innerhalb der KHL zu Amur Chabarowsk und im Mai 2014 weiter zum HK Sotschi. Dort spielte er bis 2017, stand anschließend abermals für zwei Jahre bei Awtomobilist unter Vertrag und kehrte im Mai 2019 zum HK Sotschi zurück. Dort wurde er zum Mannschaftskapitän ernannt. Bereits im Dezember 2019 wechselte er jedoch zu Salawat Julajew Ufa, wo er die Spielzeit beendete. Seit 2020 steht er beim chinesischen KHL-Klub Kunlun Red Star unter Vertrag, für den er aber bisher erst zwei Einsätze absolvierte.

### International
Für Russland nahm Krikunow an der U18-Junioren-Weltmeisterschaft 2002 sowie der U20-Junioren-Weltmeisterschaft 2004 teil. Bei der U18-WM 2002 gewann er mit seiner Mannschaft die Silbermedaille. 

## Erfolge und Auszeichnungen
- 2002 Silbermedaille bei der U18-Junioren-Weltmeisterschaft

## KHL-Statistik
(Stand: Ende der Saison 2020/21)